# Bund der Schweizer in Grossdeutschland
Der Bund der Schweizer in Grossdeutschland (BSG) war eine Organisation von Auslandschweizern und wird der Frontenbewegung zugerechnet.

## Geschichte
Die Organisation wurde 1940 von Franz Burri in Stuttgart gegründet. Der BSG pflegte Verbindungen zur Nationalen Front, zum Bund treuer Eidgenossen nationalsozialistischer Weltanschauung, zur Eidgenössischen Sozialen Arbeiterpartei, zur Nationalen Bewegung der Schweiz, zu Klaus Hügel und zu Hans Georg Ashton im deutschen Konsulat in Zürich.
Die Organisation wurde durch den Volksbund für das Deutschtum im Ausland, das SS-Hauptamt und des NS-Propagandaministerium in Berlin finanziert. An das SS-Hauptamt lieferte der BSG monatliche Berichte.
Das Ziel des BSG war es, eine NS-Führungsschicht aus Auslandschweizern zu bilden, die bei einem eventuellen Anschluss der Schweiz an das nationalsozialistische Deutsche Reich bestimmte Funktionen in der Schweiz übernehmen sollten. Als zukünftige Minister einer NS-Schweiz standen Alfred Zander, Wechlin, Max Leo Keller und Gustav Däniker auf einer Liste.
Der BSG betrieb unter Leitung von Benno Schaeppi und Klaus Hügel ein Spionagezentrum (Panoramaheim) in Stuttgart. Dieses diente zur militärischen Spionage in der Schweiz und als erste Anlaufstelle für nationalsozialistische Schweizer. Der BSG bereitete auch die «Aktion S» vor. Diese sah vor, einen militärischen Angriff gegen die Schweiz vorzubereiten und nach der Besetzung, gemäss bereitstehender Liste, Personen zu verhaften.
1946 begann in der Schweiz ein Gerichtsverfahren gegen 54 ehemalige BSG-Mitglieder aus der Schweiz, das mit Strafen von sechs Monaten Gefängnis bis zu sechs Jahren Zuchthaus endete.

## Politische Ausrichtung
Der BSG richtete sich stark am Vorbild der NSDAP aus. Das Hakenkreuz war auf dem Emblem des BSG und auf allen Publikationen zu finden. Der Hitlergruss war Pflicht.
Der BSG arbeitete aktiv an einer Invasion der Schweiz durch das Deutsche Reich. Ziel war es, einen schweizerischen NS-Vasallenstaat zu schaffen.